# Val Thorens

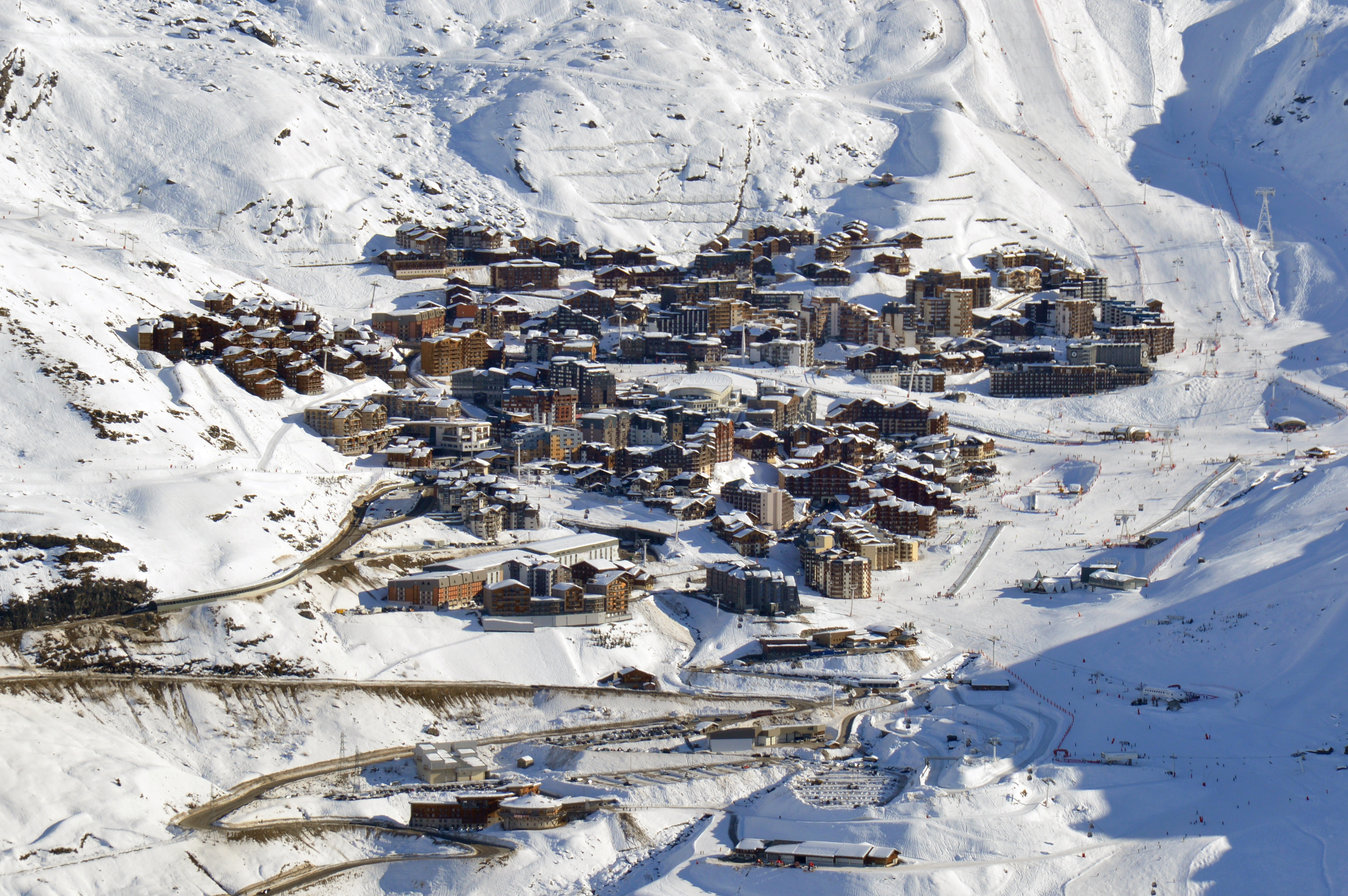
Val Thorens

Val Thorens (2.300 m s.l.m.) è una stazione climatica di sport invernali, situata nel dipartimento francese della Savoia, una delle stazioni più famose in Francia ed in Europa.
Fa parte del comprensorio di Les Trois Vallées, tra i più grandi comprensori sciistici del mondo con più 600 km di piste. È accessibile da Moûtiers. Si trova nel comune di Les Belleville, posta sopra a Saint-Martin-de-Belleville e alla seconda stazione sciistica del comune, Les Menuires.

## Storia
Fu aperta nel Natale del 1971 e inaugurata da Joseph Fontanet, allora sindaco di Saint Martin de Belleville e Ministro dell'Istruzione nazionale. Il primo impianto di risalita fu costruito nell'autunno del 1971 dalla società Montaz Mautino, con gli impianti in funzione che furono:
- Le téleski du golf
- Le téleski du Lac
- Le téleski de la montée du fond

Nel 1972 Jean Béranger fonda la prima scuola di sci di Val Thorens, L'Ecole du Ski Français.

## Descrizione

### La stazione
La stazione è una delle più importanti stazioni francesi di sport invernali e ogni inverno ci sono 300 000 vacanzieri di cui il 70 % è straniero (Olandesi, Inglesi, Belgi e Scandinavi). L'elevata altitudine permette una lunga stagione sciistica che dura fino a metà maggio. I resort di Val Thorens si trovano ai piedi delle piste: sono presenti 10 hotel, tra cui uno 4 stelle, una cinquantina di ristoranti. 
Da qualche anno la stazione propone la pista di slittino più lunga di Francia (6 km, con un dislivello di 700 m, da 3000 a 2300 m s.l.m.), un circuito automobilistico sul ghiaccio e anche uno snowpark.
La cima più alta nel comprensorio è la Cime de Caron (3200 m s.l.m.), la cui vetta può essere raggiunta da una funivia da 150 posti che permette di scollinare nella limitrofa valle di Orelle, un vero paradiso per gli amanti del fuoripista grazie a un'interminabile distesa di pendii dolci e privi di alberi.
Oltre allo sci alpino è possibile praticare diverse attività in motoslitta, bar, pub, discoteca, in sale da gioco o assistere a concerti di vari generi musicali.

### Ciclismo
La salita di Val Thorens ha ospitato la 17ª tappa del Tour de France 1994 vinta da Nelson Rodríguez Serna e la 20ª tappa del Tour de France 2019 vinta da Vincenzo Nibali. Caratteristiche dell'ascensione sono:
- Altitudine: 2340 m
- Partenza: Moûtiers (479 m)
- Dislivello: 1861 m
- Lunghezza: 36 km
- Pendezza: 5,2 % media (massima 9,1%)

### Persone legate alla stazione
- Christine Goitschel, sciatrice, pioniere della stazione.
- Jean Béranger, allenatore della squadra francese di sci femminile.